# Adolph Diesterweg
Friedrich Adolph Wilhelm Diesterweg (n. 29 octombrie 1790, Siegen, Principatul Orange-Nassau⁠(d) – d. 7 iulie 1866, Berlin, Regatul Prusiei) a fost un pedagog german, cunoscut pentru campaniile în favoarea laicizării învățământului și considerat precursor al reformei în pedagogie.
A propagat ideile celebrului pedagog Johann Heinrich Pestalozzi.
A fost organizatorul Asociației Pedagogice.
Din cauza ideilor democratice, a fost obligat să demisioneze, ocupându-se cu activitatea literară.